# ديك روتان
ديك روتان (بالإنجليزية: Dick Rutan)‏ (1 يوليو 1938 - 3 مايو 2024)، هو طيار أمريكي يُعتبر من الرواد في مجال الطيران. دخل التاريخ بصفته قائد أول رحلة جوية حول العالم بلا توقف ودون تزود بالوقود عام 1986م.

## الرحلة على فوياجر
- في ديسمبر 1986، قام مع جينا ييجر (بالإنجليزية: Jeana Yeager)‏ بأول رحلة جوية حول العالم بدون توقف. بدأت الرحلة من قاعدة إدواردز الجوية في كاليفورنيا يوم 14 ديسمبر 1986، وانتهت إلى نفس القاعدة يوم 23 ديسمبر في نفس الشهر. وكان اسم الطائرة التي حققت هذا الإنجاز غير المسبوق فوياجر (Voyager).
- خلال هذه الرحلة قطعت فوياجر مسافة 26,358 ميلاً (40,212 كم) على متوسط ارتفاع قدره 11,000 قدم (3352.8 متراً).
- بعد الرحلة بأربعة أيام، منح الرئيس الأمريكي رونالد ريجان، ميدالية الشرف الرئاسية لديك روتان.
- كان وزن هيكل الطائرة 939 رطلاً (350 كج) في حين كان وزنها الإجمالي، بما فيه الوقود، عند إقلاعها يوم 14 ديسمبر 9694.5 رطلاً (3618 كج)، وهذا يعني أن وزن هيكل الطائرة لم يشكل سوى 9.7% من وزنها الإجمالي، أي أنها كانت خزان وقود طائر!
- صمم الطائرة بيرت روتان، أخو ديك، وقد استغرق بناء الطائرة واختبارها حوالي 5 سنوات.

## رحلة عام 2005
في ديسمبر عام 2005، قام ديك روتان بقيادة طائرة ذات محرك صواريخ، وقام بقطع أطول مسافة قطعتها طائرة من هذا النوع.

## وصلات خارجية
- موقع ديك روتان الرسمي